# Raków Częstochowa
Raków Częstochowa, grundad 15 mars 1921, är en fotbollsklubb i Częstochowa i Polen. Klubben spelar säsongen 2023/2024 i Polens högstadivision, Ekstraklasa.
När klubben först bildades var det med namnet "Racovia", döpt efter byn Raków som idag är ett distrikt i staden Częstochowa. Klubben upplöstes redan 1925 efter att ha misslyckats med att registrera sig, men återbildades två år senare med namnet "Robotniczy Klub Sportowy Raków", vilket översätts till "Arbetarnas sportklubb Raków".
Raków nådde den polska högstadivisionen för första gången 1994, men det är först på 2020-talet som de stora sportsliga framgångarna kommit. Efter dubbla cup- och supercuptitlar 2021 och 2022 vann klubben sin första ligatitel säsongen 2022/2023. Raków kvalade därefter in till sitt första gruppspel i en europeisk turnering, då man efter att ha besegrats av danska FC Köpenhamn i playoff till Champions League kvalificerade sig för Europa League.

## Truppen
| Nr | Land                    | Pos | Namn                |
| -- | ----------------------- | --- | ------------------- |
| 1  | Serbien                 | MV  | Vladan Kovačević    |
| 3  | Serbien                 | F   | Milan Rundić        |
| 4  | Grekland                | F   | Stratos Svarnas     |
| 5  | Sverige                 | MF  | Gustav Berggren     |
| 7  | Kroatien                | MF  | Fran Tudor          |
| 8  | Polen                   | MF  | Ben Lederman        |
| 9  | Polen                   | A   | Łukasz Zwoliński    |
| 10 | Spanien                 | MF  | Ivi                 |
| 11 | Ecuador                 | MF  | John Yeboah         |
| 12 | Grekland                | MV  | Antonis Tsiftsis    |
| 14 | Serbien                 | MF  | Srđan Plavšić       |
| 15 | Bosnien och Hercegovina | F   | Adnan Kovačević     |
| 18 | Polen                   | F   | Adrian Gryszkiewicz |
| 19 | Kroatien                | A   | Ante Crnac          |

| Nr | Land      | Pos | Namn                 |
| -- | --------- | --- | -------------------- |
| 20 | Brasilien | MF  | Jean Carlos          |
| 21 | Polen     | MF  | Dawid Drachal        |
| 22 | Rumänien  | MF  | Deian Sorescu        |
| 24 | Kroatien  | F   | Zoran Arsenić        |
| 25 | Rumänien  | F   | Bogdan Racovițan     |
| 27 | Polen     | MF  | Bartosz Nowak        |
| 30 | Ukraina   | MF  | Vladyslav Kocherhin  |
| 33 | Polen     | MF  | Kamil Pestka         |
| 66 | Grekland  | MF  | Giannis Papanikolaou |
| 77 | Polen     | MF  | Marcin Cebula        |
| 89 | Polen     | MV  | Kacper Bieszczad     |
| 91 | Polen     | A   | Tomasz Walczak       |
| 93 | Tyskland  | MF  | Sonny Kittel         |
| 99 | Polen     | A   | Fabian Piasecki      |

## Meriter

### Nationella
- Ekstraklasa (1): 2022/2023
- Polska cupen (2): 2021, 2022
- Polska supercupen (2): 2021, 2022